# Кантилена
Кантиле́на (від лат. cantilena — спів) 

1) Старовинна французька лірико-епічна народна пісня. 

2) Плавна наспівна мелодія; наспівність музичного виконання.